# Entrevista Díaz-Creelman
Se conoce como entrevista Díaz-Creelman a la entrevista concedida por el presidente Porfirio Díaz Mori al periodista canadiense James Creelman, radicado en el Estado de México el y que fue el parteaguas que detonó la efervescencia política con miras a las elecciones de 1910. Publicada en el número de marzo de 1908 de la revista británica Pearson's Magazine con el título Presidente Díaz México, en primera instancia y sólo en fragmentos, en El Imparcial del 3 de marzo y en los editoriales de La Iberia, Diario del Hogar y La Patria de México de los días siguientes.

## Antecedentes

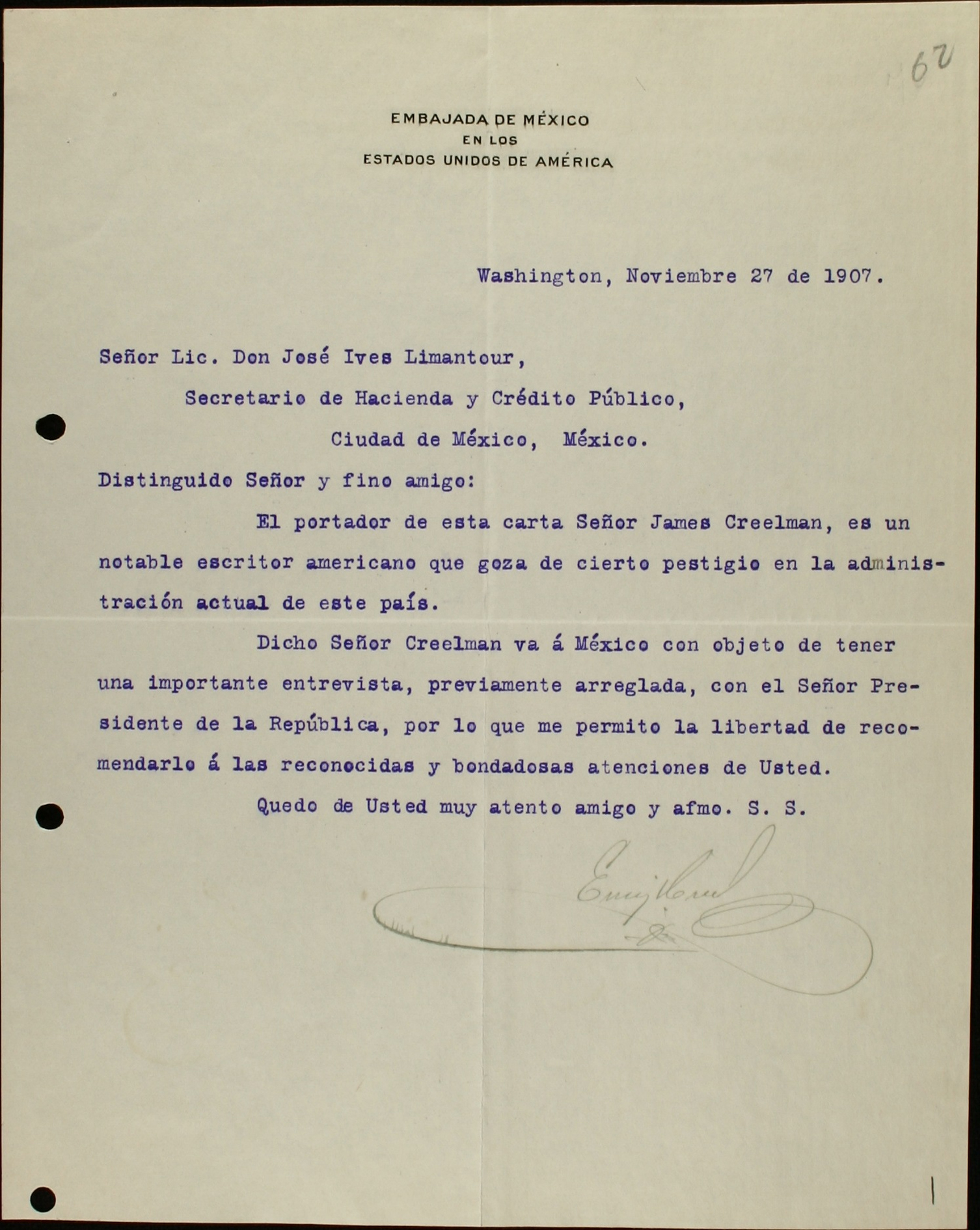
Petición de entrevista de Creelman a Porfirio Díaz

Entre 1867 y 1876, Díaz buscó cuatro veces conseguir la presidencia, tres veces en las urnas y dos veces en enfrentamientos revolucionarios, hasta que finalmente logró su objetivo en 1876. En su primer periodo, restableció relaciones con los Estados Unidos, creó un plan para la apertura económica, impulsó las comunicaciones con el telégrafo y el ferrocarril, aunque fue una etapa de represión total contra toda persona que levantara un arma.
En 1884 gobernó aplicando la máxima dureza, ya no había caudillos que le pudieran hacer competencia. Tenía una obsesión para que existiera la paz, ya que desde 1810 México había vivido una etapa de guerras. El índice de asaltos disminuyó significativamente, al castigar el robo con la pena de muerte. La paz era necesaria, incluso una paz forzada. Díaz decía: Para evitar el derramamiento de torrentes de sangre, es necesario derramarla un poco.
Sometió a los periódicos y desanimó la participación ciudadana en la política. Redujo paulatinamente los efectos del ejército, favoreció a los jefes de alta graduación, alejó a los viejos guerrilleros de sus localidades y mantuvo ocupada a la tropa en combates contra los indios.

## La entrevista

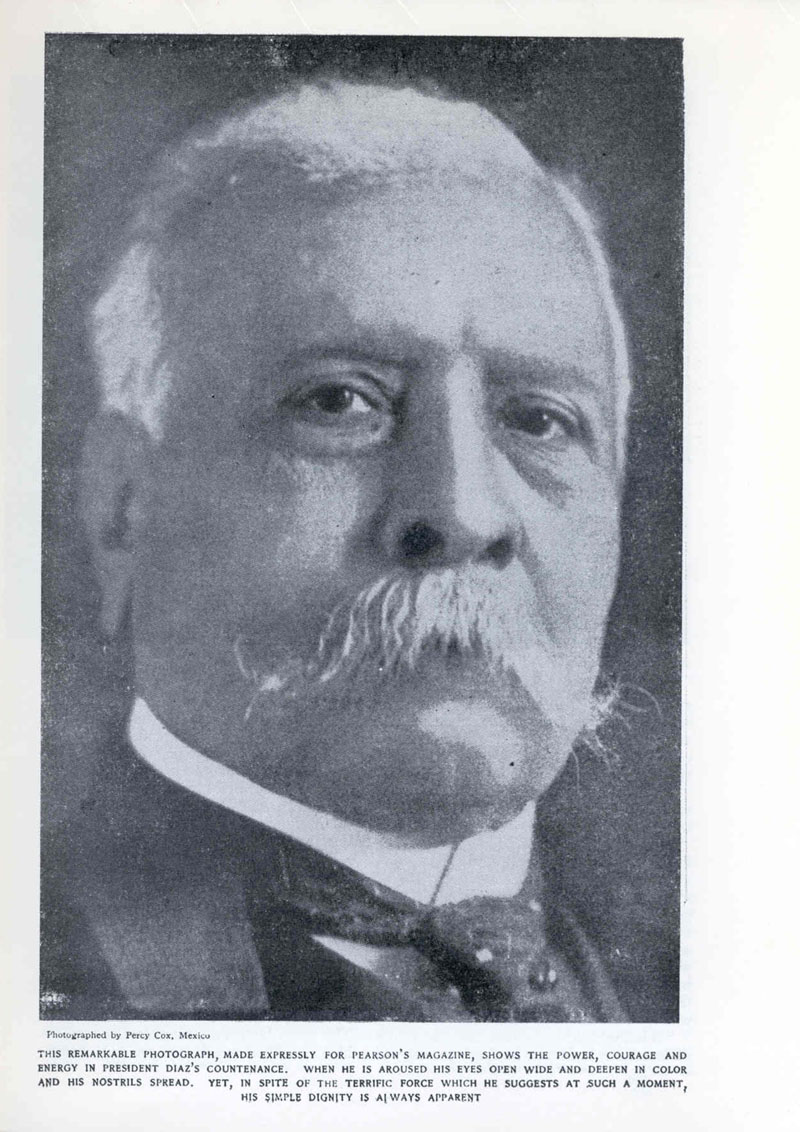
Fotografía de Díaz que acompañó la entrevista de Creelman en Pearson's Magazine.

En marzo de 1908, relativamente cerca de las elecciones, la revista británica Pearson's Magazine publicó una entrevista de su reportero James Creelman con el presidente Porfirio Díaz, que había tenido lugar unos meses atrás en el Castillo de Chapultepec. Creelman vino a México para entrevistar a Díaz, mostrando la preocupación de los norteamericanos hacia este país. Sin embargo, esta preocupación también era interna, como se evidenció cuando Justo Sierra Méndez le sugirió considerar lo negativa que podía resultar tanta reelección, pero Díaz no le prestó atención. En esta entrevista, Porfirio recordó haber recibido un país lleno de guerras y conflictos, dividido y con una economía muy pobre, al que con el tiempo recuperó y lo convirtió en un país comunicado, con paz y lleno de progreso. Aunque admitió que sus métodos fueron duros e inflexibles, dijo que eran necesarios para salvar la sangre de los buenos. Díaz se declaró convencido de los principios democráticos y manifestó la firme resolución de separarse del poder en 1910, que era cuando finalizaría el periodo.

Nuestra mayor dificultad la ha constituido el hecho de que el pueblo no se preocupa lo suficiente acerca de los asuntos políticos como para formar una democracia. Los indios […] están acostumbrados a guiarse por aquellos que poseen autoridad en vez de pensar por sí mismos.
Porfirio Díaz

Díaz no creía posible poder practicar la democracia en México ya que, estando el país en vías de desarrollo, era imposible permitir la elección de sus gobernantes a un pueblo que, en su mayoría, era apolítico y analfabeta.
Las declaraciones de Porfirio ante Creelman exaltaban la democracia como el único principio de gobierno justo y verdadero, aunque en la parte práctica solo sea para los pueblos suficientemente desarrollados. Se enorgullecía de lo que su administración había logrado, de haber permitido la formación de una clase media que el país no tenía antes; afirmando que ésta es el elemento activo de toda sociedad.

"México tiene hoy una clase media. Pero por otra parte, los pobres son a su vez tan ignorantes que no tienen poder alguno. Éramos duros. Algunas veces, hasta la crueldad. Pero todo esto era necesario para la vida y el progreso de la nación. Si hubo crueldad, los resultados la han justificado con creces".

Creelman preguntó a Díaz: ¿Sabe usted que en Estados Unidos tenemos graves problemas por la elección del mismo presidente por más de 3 periodos?. Díaz respondió: Sí. Lo sé. Es un sentimiento natural en los pueblos democráticos el que sus dirigentes deban ser cambiados. Estoy de acuerdo con este sentimiento. He tratado de dejar la presidencia en muchas ocasiones, pero he tenido que permanecer en ella por la propia salud del pueblo que ha confiado en mí.
Díaz también afirmó: Es cierto que cuando un hombre ha ocupado un puesto investido de poder por largo tiempo puede llegar a persuadirse de que aquel puesto es de su prioridad particular.
Después prometió ante Creelman retirarse del poder al término del periodo gubernamental en 1910, cualquiera que fueran las opiniones de sus amigos y partidarios. Daré la bienvenida a un partido de oposición. Si aparece, lo veré como una bendición y no como un mal, y si puede desarrollar poder, no para explotar sino para gobernar, estaré a su lado. Me olvidaré de mí mismo en la feliz inauguración de un gobierno totalmente democrático en mi patria.

"He esperado pacientemente por que llegue el día en que el pueblo de la República Mexicana esté preparado para escoger y cambiar sus gobernantes en cada elección, sin peligro de revoluciones armadas, sin lesionar el crédito nacional y sin interferir con el progreso del país. Creo que, finalmente, ese día ha llegado".

En el momento en que Pearson's Magazine publicó en su número correspondiente a marzo de 1908 el texto de la entrevista, ésta fue traducida y publicada por El Imparcial, y la prensa de otros países publicó los pasajes más importantes y los comentarios respectivos.